# Arco de Sonda

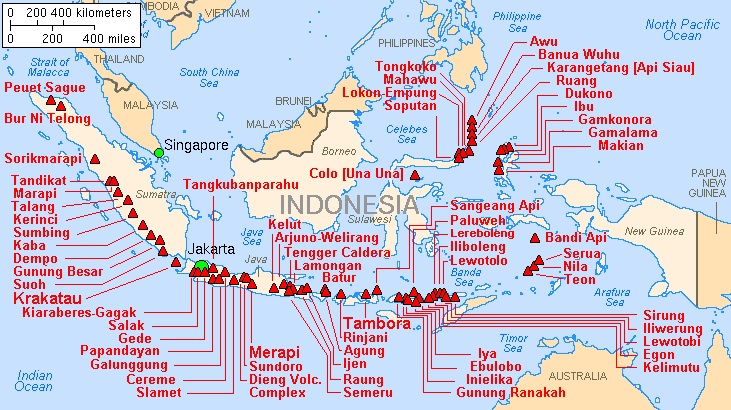
Mapa de los volcanes de Indonesia.

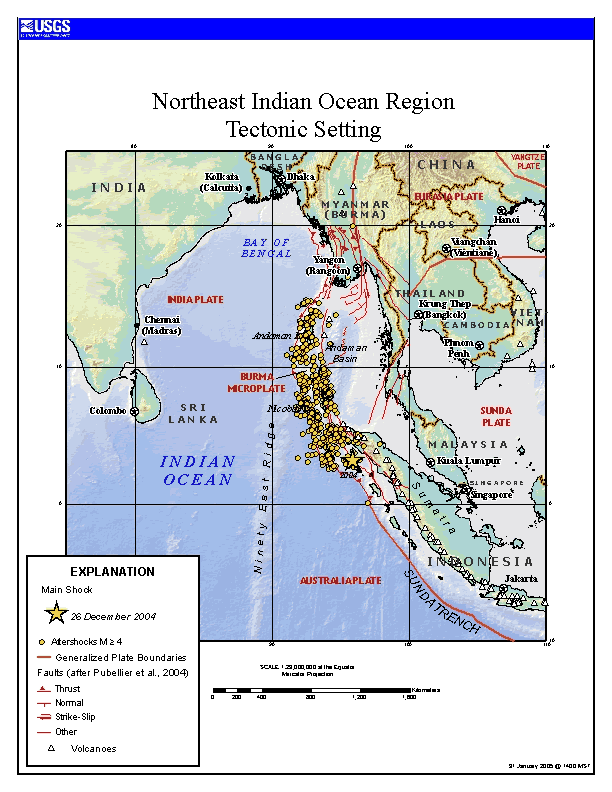
Mapa de la actividad sísmica en la porción occidental del Arco de Sonda.

El Arco de Sonda (o Arco de Sunda) es un arco volcánico asociado con las islas de Sumatra y Java, el estrecho de la Sonda y las Islas Sunda Menores. Una cadena de volcanes forma la espina dorsal topográfica de estas islas. El arco marca un límite convergente activo entre las placas de Eurasia oriental — en especial la placa de Sunda y la placa de Birmania — que incluye Indonesia, y las placas de India y Australia que forman el lecho marino del océano Índico y del golfo de Bengala. El arco de Sonda es un ejemplo clásico de un arco de islas volcánicas, en la que se puede identificar todas las características geodinámicas típicamente involucradas.
A lo largo del arco de Sonda, las placas de India y Australia son subducidas por debajo de las placas de Sonda y Birmania. La deformación tectónica a lo largo de esta zona de subducción situada en la Fosa de Java (también conocida como la fosa de Sonda) causó el Terremoto del Océano Índico de 2004 el 26 de diciembre de 2004.
El Arco de Sonda incluye algunos de los volcanes más peligrosos y explosivos del mundo. La erupción de Tambora (VEI 7) en la isla de Sumbawa en 1815, es probablemente la más grande erupción en la historia registrada. Además, esta zona de subducción formó el lago Toba, posiblemente el volcán más grande del mundo, que produjo la mayor erupción volcánica (VEI 8) de la historia humana expulsando más de 2800 km³ de magma. El ruido más fuerte registrado en la historia ocurrió durante la erupción del Krakatoa 1883 (VEI 6) y fue oído a 5.000 kilómetros de distancia. Cientos de miles de personas han muerto por estas erupciones y por episodios de actividad de otros volcanes, incluyendo Papandayan, Galunggung y Kelut.